# Paul Merrill
Pour les articles homonymes, voir Merrill.
Paul Willard Merrill (né le 15 août 1887 et mort le 19 juillet 1961) est un astronome américain spécialiste en spectroscopie.

## Biographie
Merrill obtint son Ph.D à l'université de Californie en 1913. Il passa l'essentiel de sa carrière à l'observatoire du Mont Wilson, qu'il quitta en 1952. Il étudia les étoiles inhabituelles, en particulier les étoiles variables à longue période à l'aide de la spectroscopie. Il étudia également le milieu interstellaire. Peu de temps avant de partir en retraite, il réussit à détecter du technétium dans l'étoile variable R Andromedae et dans d'autres variables rouges. Puisque le technétium ne possède pas d'isotopes stables et doit avoir été produit récemment dans toutes les étoiles où on le trouve, cette découverte permit à Alastair Cameron de prouver l'existence d'une nucléosynthèse stellaire basée sur le processus s.
Le Cratère Merrill (en) sur la Lune est nommé en son honneur.

## Distinctions et récompenses
- Médaille Henry Draper de la National Academy of Sciences (1945)
- Médaille Bruce de l'Astronomical Society of the Pacific (1946)
- Henry Norris Russell Lectureship de l'American Astronomical Society (1955)